# Dichotomius reclinatus
Dichotomius reclinatus är en skalbaggsart som beskrevs av Felsche 1901. Dichotomius reclinatus ingår i släktet Dichotomius och familjen bladhorningar. Inga underarter finns listade i Catalogue of Life.